# Acadèmia de Sant Tomàs
L'Acadèmia de Sant Tomàs (o de Sant Tomàs d'Aquino) fou una acadèmia barcelonina activa en els segles XVII i XVIII. Segons estudis d'Albert Rossich, el seu origen remunta a la primera meitat del segle xvi, quan Francesc de Borja, lloctinent de Catalunya, va instigar la devoció per Sant Tomàs d'Aquino a la capital catalana. No obstant, l'erecció definitiva de l'acadèmia no es va materialitzar fins cap a l'any 1584. L'1 de juny de 1586 va ser aprovada pel papa Sixt V, confirmada el 4 de setembre de 1617 per Pau V, i novament per Innocenci XI i Benet XIII. Es tracta, per tant, d'una de les primeres acadèmies institucionalitzades de la Península, si no la primera. A més del seu caràcter pietós i d'acadèmia filosòfica, era també una institució literària, atesos els destacats certamens poètics que celebrava anualment amb motiu de la festivitat del seu sant patró, i de la publicació anual de fullets amb discursos, composicions poètiques, oratoris i conclusions filosòfiques, almenys des de la segona meitat del segle xvii. La formaven, a més de religiosos dominicans, professors i alumnes de la Universitat de Barcelona. El 1711 se n'aprovaren uns estatuts, segons els quals tenia la seva seu en el Convent de Santa Caterina (Barcelona). Un dels seus membres destacats fou Segimon Comas i Vilar, primer president, el 1729, d'una altra rellevant institució cultural de la ciutat, la que s'anomenaria poc després Acadèmia de Bones Lletres de Barcelona.